# Anisognathus igniventris
La tangara ventriescarlata (Anisognathus igniventris), también denominada tangara ventrinaranja, tangara-montana ventriflama (en Ecuador), tangara-de-montaña de vientre escarlata (en Perú), tangará escarlata o clarinero escarlata (en Colombia) o cachaquito vientre rojo (en Venezuela), es una especie de ave paseriforme de la familia Thraupidae, perteneciente al  género Anisognathus. Algunos autores sostienen que se divide en dos especies. Es nativa de la región andina del noroeste y oeste de América del Sur. 

## Distribución  y hábitat
El grupo de subespecies lunulatus se distribuye desde el oeste de Venezuela y centro norte de Colombia, hacia el sur a lo largo de la cordillera de los Andes, por Ecuador, hasta el centro de Perú; y la subespecie nominal se distribuye desde el sureste de Perú hasta el noroeste de Bolivia.
Esta especie es considerada bastante común en sus hábitats naturales: los bosques de alta montaña y sus bordes, y los matorrales cerca de la línea de árboles, principalmente entre 2600 y 3600 m de altitud.

## Sistemática

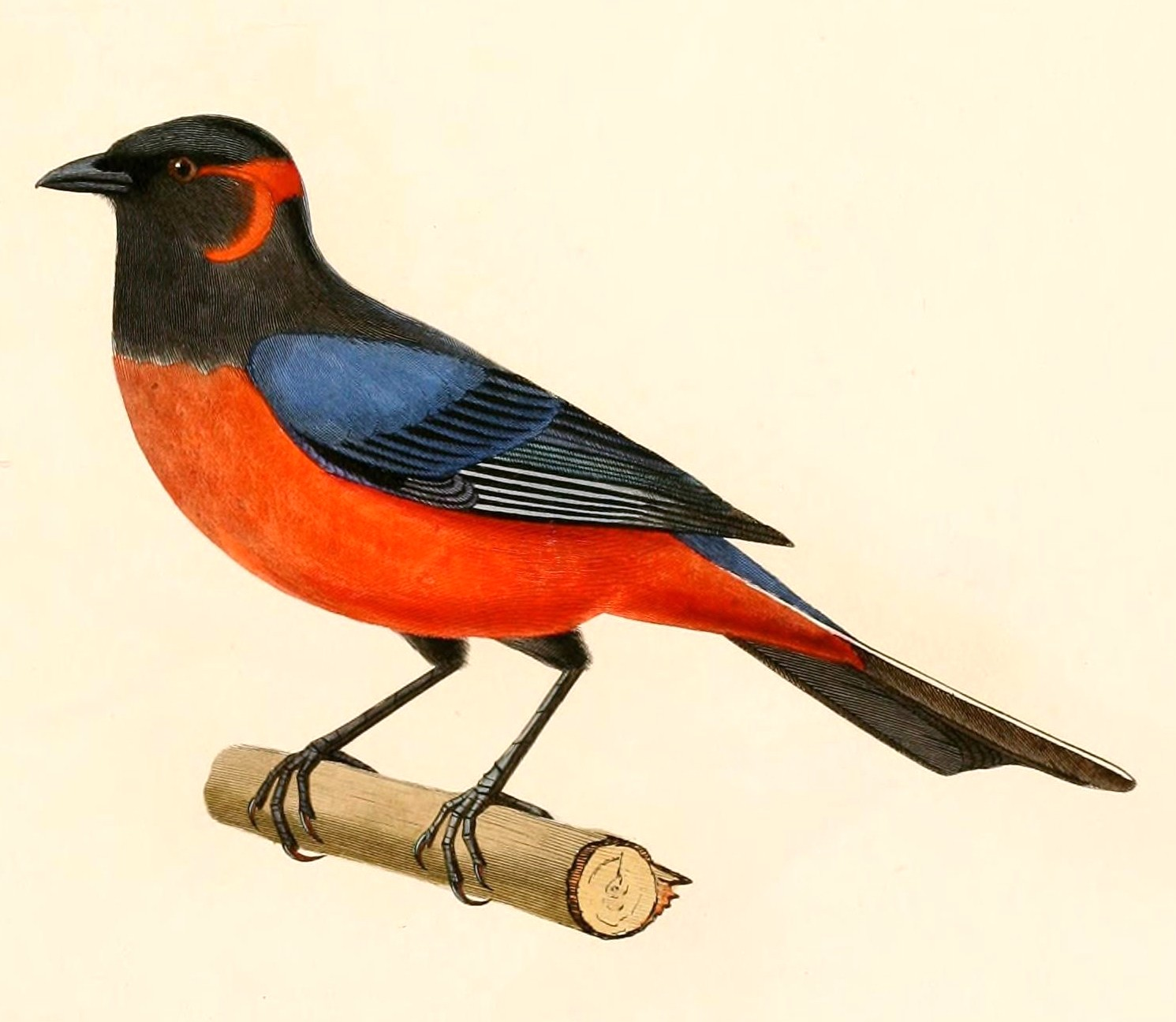
Tanagra igniventris = Anisognathus igniventris, ilustración en d'Orbigny Voyage dans l'Amérique méridionale, 1847.

### Descripción original
La especie A. igniventris fue descrita por primera vez por los naturalistas franceses Alcide d'Orbigny y Frédéric de Lafresnaye en 1837 bajo el nombre científico Aglaia igniventris; su localidad tipo es: «Apolobamba, Bolivia».

### Etimología
El nombre genérico masculino «Anisognathus» se compone de las palabras griegas «anisos»: desigual, y «gnathos»: mandíbula inferior; y el nombre de la especie «igniventris» se compone de las palabras del latín «ignis»: fuego, y «vneter, ventris»: vientre, en referencia al vientre color escarlata de la especie.

### Taxonomía
Los amplios estudios filogenéticos recientes de Burns et al. (2014) demuestran que la presente especie es hermana de Anisognathus lacrymosus , y el par formado por ambas es hermano de Anisognathus melanogenys.
Las clasificaciones Aves del Mundo (HBW) y Birdlife International (BLI) consideran al grupo de subespecies A. ignivetris lunulatus, como una especie separada, Anisognathus lunulatus, con base en diferencias morfológicas (dorso más oscuro, vientre escarlata y no anaranjado rojizo) y de vocalización. Esta separación no es seguida todavía por otras clasificaciones.

### Subespecies
Según las clasificaciones del Congreso Ornitológico Internacional (IOC) y Clements Checklist/eBird v.2019 se reconocen cuatro subespecies, con su correspondiente distribución geográfica:
- Grupo politípico lunulatus:
  - Anisognathus igniventris lunulatus (du Bus de Gisignies), 1839 – Andes del centro norte de Colombia y oeste de Venezuela (Táchira).
  - Anisognathus igniventris erythrotus (Jardine & Selby), 1840 – Andes centrales del sur de Colombia y Ecuador.
  - Anisognathus igniventris ignicrissa (Cabanis), 1873 – Andes de Perú (Cajamarca y Amazonas hasta Junín).

- Grupo monotípico igniventris:
  - Anisognathus igniventris igniventris (d'Orbigny & Lafresnaye), 1837 – Andes del sureste de Perú (Cuzco) hasta el noroeste de Bolivia (oeste de Santa Cruz).